# Фундоая (Харгіта)
Фундоая (рум. Fundoaia) — село у повіті Харгіта в Румунії. Входить до складу комуни Сермаш.
Село розташоване на відстані 277 км на північ від Бухареста, 64 км на північний захід від М'єркуря-Чука, 142 км на схід від Клуж-Напоки, 137 км на північ від Брашова.

## Населення
За даними перепису населення 2002 року у селі проживали 636 осіб.
Національний склад населення села:
| Національність | Кількість осіб | Відсоток |
| -------------- | -------------- | -------- |
| румуни         | 611            | 96,1%    |
| угорці         | 24             | 3,8%     |

Рідною мовою назвали:
| Мова      | Кількість осіб | Відсоток |
| --------- | -------------- | -------- |
| румунська | 612            | 96,2%    |
| угорська  | 23             | 3,6%     |